# Csepeli György publikációinak listája
Ez a lista Csepeli György szociálpszichológus, szociológus tudományos publikációit tartalmazza a megjelenés helyének, idejének megjelölésével kronológiai sorrendben.
A fő szakterülete a csoportközi viszonyok kutatása az első általa végzett kísérlettől fogva munkásságának középpontjában állt. Országos reprezentatív felnőtt és ifjúsági mintákon, valamint kísérleti csoportokban kutatta a magyar nemzeti identitás szociológiai és szociálpszichológiai struktúráit. Mind hazai, mind pedig nemzetközi rangos folyóiratokban publikál, és eddig 546 közleménye jelent már meg. Itthon és külföldön is ismert és elismert tudós, aki számos fórumon, konferencián ad elő, és jelentős kutatói és szakmai kapcsolatokkal rendelkezik.

## Csepeli György írásainak bibliográfiája

### 70-es évek

#### 1970
- Csepeli, Gy. 1970. Emlékezés vagy virtuóz technika? Filmkultúra. No.9-10. pp. 12-13.

#### 1971
- Csepeli, Gy. 1971. Újdonságok – konfekcionálva. Az utolsó Leó. Filmkultúra. No.7-8. pp. 40-43.
- Csepeli, Gy. 1971. Dosztojevszkij pszichológiája. Valóság. Vol.14. No.11. pp.65-69.
- Csepeli, Gy. 1971. A hetedik szentség: a házasság. Filmkultúra. No.9-10. pp. 42-45.

#### 1972
- Csepeli, Gy., Doise, G., Dann, H.D., Gouge, C., Larsen, K., Ostell, A. 1972. An experimental investigation into the formation of intergroup relations. European Journal of Social Psychology. Vol.2. No.2. pp.202-204
- Csepeli, Gy. 1972. Szecskő Tamás: Kommunikációs rendszer – köznapi kommunikáció. Társadalmi Szemle. Vol.27. No.9. pp.97-98.

#### 1973
- Argyle, M., Koleman, H.C., Tajfel, H., Festinger, L. 1973. Szociálpszichológia. Hunyady, Gy. (szerk.), Kulcsár, K. (lekt.), Csepeli, Gy., Józsa, P., Láng, R., (ford.) Budapest: Gondolat
- Csepeli, Gy. 1973. Pszichológiai olvasmányok. Valóság. Vol.16. No.7. pp.105-108.
- Csepeli, Gy. 1973. Stílus – múlt időben – Bogdanovich: Az utolsó mozielőadás. Filmkultúra. No. 5-6. pp. 32-33.

#### 1974
- Csepeli, Gy., Neményi, M. 1974. Visegrádi interjúk. Magyar Pszichológiai Szemle. Vol.31. No.4. pp. 322-327.
- Csepeli, Gy., Neményi, M. 1974. Visegrádi interjúk. Magyar Pszichológiai Szemle. Vol.31. No.4. pp. 464-470.
- Csepeli, Gy. 1974. Georg Simmel: Válogatott társadalomelméleti tanulmányok. Valóság. Vol.17. No.3. pp.109.
- Csepeli, Gy. 1974. Csoportok viszonya egymáshoz. Valóság. Vol17. No.11. pp.70-78.

#### 1975
- Somlai, P. (szerk.), Várnié, Sz.I. (vál.) 1975. Álláspontok a szocializációról. Csepeli, Gy. (ford.) Budapest: Oktatási Minisztérium, Szociológiai füzetek.
- Sztyepanov, J.Sz. 1976. Szemiotika. Csepeli, Gy., Révy, K. (ford.) Budapest: Akadémiai

#### 1976
- Csepeli, Gy., Hegedűs, T.A., Kozma, T., 1976. Vajó, P. (szerk.) Az oktatásügyi szervezetkutatás lehetőségei. Budapest: Akadémiai

#### 1977
- Allport, G.W. 1977. Az előítélet. Csepeli, Gy. (ford.) Budapest: Gondolat
- Semenovic, K.I. 1977. A barátság. Csepeli, Gy. (ford.) Budapest: Kossuth

#### 1978
- Goffman, E. 1978. Érintkezések. Berényi, G. (ford.) Csepeli, Gy. (bevezető) Budapest: Oktatási Minisztérium
- Csepeli, Gy. 1978. Az interakció világa. Budapest: Népművelési Intézet
- Csepeli, Gy. 1978. A csoportlélektan vázlata: oktatási segédanyag. Budapest: Népművelési Intézet
- Csepeli, Gy. 1978. Kísérlet a szomszéd népek iránti attitűdök közvéleménykutatási eszközökkel való megragadására. Budapest: Tömegkommunikációs Kutatóközpont

#### 1979
- Csepeli, Gy. 1979. 1981. (utánnyomás). A szociálpszichológia vázlata. Budapest: Népművelési Propaganda Iroda
- Csepeli, Gy. 1979. Az én – szocializáció. Budapest: Népművelési Intézet
- Gerbner, G. 1979. A kulturális mutatók. Csepeli, Gy. (ford.) Budapest: Tömegkommunikációs Kutatóközpont
- Csepeli, Gy. 1979. A társas lény társtalansága. Valóság. Vol.22. No.6. pp.108-110.
- Csepeli, Gy. 1979. A nemzeti tudat- és érzésvilág kutatásáról. Társadalmi Szemle. Vol.34. No.11. pp. 90-98.
- Csepeli, Gy. 1979. A társadalomlélektan lelkifurdalása és lekiismerete. Világosság. Vol.20. No. 2. pp. 94-99.

### 80-as évek

#### 1980
- Csepeli, Gy., Kozák, Gy., S. Faragó, M., Sipos, I., Somlai, P. 1980. Palovecz, J. (szerk.) Egyetemi és főiskolai hallgatók élet- és munkakörülményei. Az 1973-74. tanévben elsőéves hallgatók körében végzett követéses vizsgálat eredményei. Budapest: Felsőoktatási Pedagógiai Kutatóközpont
- Tajfel, H., Wilska-Duszynska, B., Kidder, L.H. Quasthoff, U., Piaget, J.W., Horowitz, E., Kenneth, C., Hraba, J.-G., Adorno, T.W., Rokeach, M., Erős, F., Sherif, M., Diab, L., Vacsejsvili, A.-S., Blane, T. 1980. Előítéletek és csoportközi viszonyok : Válogatott tanulmányok Csepeli, Gy. (szerk.) Andorka, R., Erős, F., Pléh, Cs., Somlai, P. (lekt.) Forintos, Gy. (ford.) Budapest: Közgazdasági és Jogi Könyvkiadó
- Csepeli, Gy. 1980. Szociológiai, szociálpszichológiai szempontok a nemzeti érzés és tudat kutatásához : kandidátusi disszertáció kandidátusi disszertáció
- Csepeli, Gy. 1980. A nemzeti hovatartozás mint üzenet. Jel-Kép. Vol.1. No.3. pp. 100-105.

#### 1981
- Triplett, N., Allport, F.H., Moore, H.T., Byrne, D., Festinger, L., Deutsch, M., Mintz, A., Bramel, D., Bem, D.J., Lund, F.H., Hartmann, G.W., Whittemore, I.C., Brehm, J.W., Scherif, M., Miller, N.S., LaPierre, R.T., Scjachter, S., Gamson, W. 1981. A kísérleti társadalomlélektan főárama. Gergely, G. (ford.), Pataki, F. (lekt.) Budapest: Gondolat
- Csepeli, Gy. 1981. Menekülés a vállalkozástól. A szociálpszichológia emberképe és Liska Tibor vállalkozás-koncepciója. Budapest: Közgazdasági Egyetem, Vállalkozáskutató Csoport, kézirat
- Csepeli, Gy. 1981. Ferge Zsuzsa: Társadalompolitikai tanulmányok. Valóság. Vol.24. No.6. pp.108-109.
- Csepeli, Gy. 1981. A filmkultúra ábécéje, s ami utána következik. Filmvilág. Vol. 24. No.8. pp. 14-15.
- Csepeli, Gy. 1981. Marxizmus a pszichológiában. Társadalmi Szemle. Vol.36. No.6. pp. 110-113.
- Csepeli, Gy. 1981. „A nagyvilágon e kívül...” Jel-Kép. Vol.2. No.1. pp. 4-10.
- Csepeli, Gy., Lányi, G. 1981. Önmeghatározás és magyarság: A mai magyar nemzeti érzés- és tudatvilág néhány szociálpszichológiai jellemzője. Világosság. Vol.22. No.1. pp. 18-24

#### 1982
- Bognár, T., Csepeli, Gy. 1982. ’’Hungary.’’ Amsterdam: Elsevier
- Angelusz, R., Csepeli, Cs. 1982. Kővel vagy kenyérrel. (A megismerési egyensúly elméleteinek bírálatához.) Valóság. Vol.25. No.3. pp.51-62.
- Csepeli, Gy. 1982. Sense of National Belonging as a Result of Socialisation. International Journal of Political Education. Vol.5. No.4. pp.377-387.
- Csepeli, Gy. 1982. A tulajdonságok nélküli televízió. Filmvilág. Vol. 25. No.2. pp. 56-58.
- Csepeli, Gy. 1982. Perctenger – Az 1982 januári tévéműsorokról. Filmvilág. Vol. 25. No.4. pp. 58-60.
- Csepeli, Gy. 1982. Nem félünk a vitától? Filmvilág. Vol.25. No.6. pp. 54-56.
- Csepeli, Gy. 1982. Katarzis papucsban – A tévéjátékok társadalomelvű esztétikájához. Filmvilág. Vol.25. No.7. pp. 53-56.
- Csepeli, Gy., Klementz, J., Gergely, T. 1982. Alaptalan siker és kudarc indoklása. Magyar Pszichológiai Szemle. Vol.39. No. 1. pp. 3-11.
- Csepeli, Gy. 1982. A nemzetlen nemzet. Világosság. Vol.23. No.8-9. pp. 526-534.
- Csepeli, Gy. 1982. A szociálpszichológus vonatkoztatási csoportja (R.K. Merton: Társadalomelmélet és társadalmi struktúra.) Pszichológia. Vol.2. No.1. pp. 141-147.
- Csepeli, Gy. 1982. …et circenses – A televíziós szórakoztatásról. Filmvilág. Vol.25. No.10. pp. 59-60.
- Csepeli, Gy. 1982. Viták, álviták, vitapótlékok. Jel-Kép. Vol.3. No.2. pp.5-13.

#### 1983
- Csepeli, Gy. 1983. Pataki Ferenc: Az én és a társadalmi azonosságtudat. Társadalmi Szemle. Vol.38. No.6. pp.106-108.
- Csepeli, Gy. 1983. Kant a televíziót nézi – A tévéműsorok tetszéséről. Filmvilág. Vol.26. No.1. pp.60-62.
- Csepeli, Gy. 1983. Egy csodalény evilágisága. Filmvilág. Vol.26. No.4. pp.63.
- Csepeli, Gy. 1983. Az ellentmondás és a konfliktus – A televízió valóságlátásáról. Filmvilág. Vol.26. No.5. pp. 58-59.
- Csepeli, Gy. 1983. A szegény tévé. Filmvilág. Vol.26. No.9. pp. 58-59.

#### 1984
- Csepeli, Gy. 1984. Klubszervezés és csoportlélektan. In Diósi, P. (szerk.) Klub volt, klub nem volt. Budapest: Múzsák. pp. 222–236.
- Csepeli, Gy., Szabó, I. 1984. Nemzet és politika a 10-14 éves gyermekek gondolkodásában. Budapest: Tömegkommunikációs Kutatóközpont
- Csepeli, Gy., Lengyel, Zs., Rudas, T., Rajkay, Á., Molcsotár, H. 1984. Feltételezett befolyásolás hatása a személyészlelésre. Magyar Pszichológiai Szemle. Vol.41. No.5. pp. 382-389.
- Csepeli, Gy., Wessely, A. 1984. Egy struktúra működésben: Fukadzava Hicsiro: Zarándokének. Pszichológia. Vol.4. No.3. pp. 503-507.
- Csepeli, Gy. 1984. A zárójelbe tett mindennapi élet: Szociálpszichológiai esszé. Világosság. Vol.25. No.6. pp. 345-348.
- Csepeli, Gy. 1984. A nemzeti látószög dilemmái. Reflektor. No.4. pp.332-352.
- Csepeli, Gy., Szabó, I. 1984. The School of Political Emotions. Jel-Kép. Special Edition. pp. 178-188.
- Csepeli, Gy. 1984. Aktualitás és hitelesség. Jel-Kép. Vol.5. No.1. pp.11-16.
- Csepeli, Gy., Szabó, I. 1984. Politikai érzelmek iskolája. Jel-Kép. Vol.5. No.2. pp.26-31.
- Csepeli, Gy. 1984. Exilium vita est : Cs. Szabó László : Alkalom. Világosság. Vol.25. No.2. pp.127-128.
- Csepeli, Gy. 1984. Azonosságtudat és nemzeti hovatartozás. Társadalmi Szemle. Vol. 39. No.3. pp.54-57.
- Csepeli, Gy. 1984. Angelusz Róbert: Kommunikáló társadalom. Pedagógiai Szemle. Vol.34. No.7-8. pp. 77–79.
- Csepeli, Gy. 1984. The social psychology of 'The Divided Self': Raskolnikov. Slavica: Annales Instituti Philologiae Slavicae Universitatis Debreceniensis de Ludovico Kossuth Nominatae. Vol.21. pp. 113–123.
- Csepeli, Gy. 1984. Éjjeli őrjárat. Filmvilág. Vol.27. No.2. pp. 60–61.
- Csepeli, Gy. 1984. Az igazi családtag. Filmvilág. Vol.27. No.5. pp. 60–61.
- Csepeli, Gy. 1984. Múlt vagy jövő? – ifj. Schiffer Pál: Földi paradicsom. Filmvilág. Vol.27. No.10. pp. 9–11.
- Csepeli, Gy. 1984. Rosszindulatú társadalmi folyamatok. Világosság. Vol.25. No.8-9. pp. 592–595.

#### 1985
- Csepeli, Gy. 1985. Nemzeti tudat és érzésvilág Magyarországon a 70-es években. Budapest: Múzsák Közművelődési Kiadó
- Csepeli, Gy. 1985. 1989. A szociálpszichológia vázlata. Budapest: Múzsák Közművelődési Kiadó
- Csepeli, Gy. 1985. Nyelv és nemzet. Budapest: Tömegkommunikációs Kutatóközpont Műhely
- Csepeli, Gy. 1985. Az információ a modern társadalomban. Jel-Kép. Vol.6. No.2. pp. 5–11.
- Csepeli, Gy. 1985. Szociológia és fenomenológia. Magyar Tudomány. Vol.30. No.7-8. pp. 491–497.
- Csepeli, Gy. 1985. Magyar neurózis? Társadalomkutatás. Vol.3. No.2. pp. 60–63.

#### 1986
- Csepeli, Gy. 1986. The experience of being Hungarian. In Special edition for the Cultural Forum 1985, Budapest : A selection from Jel-kép articles on cultural topics published between 1979-1985. Budapest: Tömegkommunikációs Kutató Központ
- Csepeli, Gy. 1986. „Kettős kötéses.” Magyar nemzeti identitás. In Huszár, T. (szerk.) A magyar értelmiség a 80-as években. Budapest: Kossuth
- Csepeli, Gy. 1986. Bevezetés a szociálpszichológiába. Budapest: Tankönyvkiadó
- Csepeli, Gy. 1986. A hétköznapi élet anatómiája. Budapest: Kossuth
- Csepeli, Gy. 1986. Alfred Schütz tudásszociológiája. Valóság. Vol.29. No.5. pp. 50–63.
- Csepeli, Gy. 1986. Napló. Klinikai színjáték. Világosság. Vol.26. No.3. pp. 199–200.
- Csepeli, Gy. 1986. Kronopszichológia: E. I. Golovaha – A. A. Kronik: Pszichologicseszkoje vremja licsnosztyi. Világosság. Vol.27. No.4. pp. 250.
- Csepeli, Gy. 1986. Nyelv és nemzet. Világosság. Vol.26. No.5. pp. 273.
- Csepeli, Gy. 1986. Csoport és tanulás. Felsőoktatási Szemle. Vol.35. No.9. pp. 513–522.
- Csepeli, Gy. 1986. Az ismeretek terjesztése. Jel-Kép. Vol.7. No.4. pp. 41–48.
- Csepeli, Gy. 1986. Az előítéletekről. Társadalmi Szemle. Vol.41. No.3. pp. 90–94.

#### 1987
- Csepeli, Gy., Somlai, P. 1987. A társadalmi struktúra, az életmód és a tudat alakulása Magyarországon OTTKT főirány 4. sz. iránya keretében végzett érték-kutatások helyzete, eredményei és perspektívái. Budapest
- Csepeli, Gy., Papp, Zs., Pokol, B. 1987. Modern polgári társadalomelméletek : Alfred Schütz, Jürgen Habermas, Talcott Parsons és Niklas Luhmann rendszere. Budapest: Gondolat
- Elit, N. 1987. A titok: a kommunikáció ellentéte. Csepeli, Gy. (vál.), Dudás, Gy. (ford.), Slemmer, L. (utószó) Budapest: Tömegkommunikációs Kutatóközpont
- Lurija, A.R. 1987. Utam a lélekhez. Pléh, Cs. (ford.) Csepeli, Gy. (szerk.) Budapest: Gondolat
- Csepeli, Gy. 1987. Csoporttudat, nemzettudat: esszék, tanulmányok. Budapest: Magvető
- Csepeli, Gy. 1987. Vonzalmak és kapcsolatok. Budapest: Kozmosz
- Csepeli, Gy. 1987. Mit csináltunk azóta, hogy a Vigyázó utcában jártunk? Valóság. Vol.30. No.8. pp. 103–107.
- Csepeli, Gy. 1987. A mai magyar értelmiség ideológiai-politikai arculatáról. Reflektor. No.4. pp. 200–212.
- Csepeli, Gy. 1987. Landis, Hohn: Szerepcsere. Janus. Vol.4. No.2. pp. 52–55.
- Csepeli, Gy. 1987. A reformkor akarata és az akart reformja. Társadalomkutatás. Vol.5. No.1. pp. 83–88.
- Csepeli, Gy., Tóth, P.P. 1987. Nemzeti tudat, magyarság. Társadalomkutatás. Vol.5. No.4. pp. 28–42
- Csepeli, Gy., Varga, L., Kengyel, M. 1987. Dr. Agárdi Tamás: Grafológiáról mindenkinek Csötörtök Csaba: Grafológia. Az írásjellemzés kézikönyve Rákosiné Ács Klára: Vallanak a betűk. Janus. Vol.4. No.1. pp. 10–29.
- Csepeli, Gy. 1987. Andorka Rudolf: Bevezetés a szociológiába pedagógusok számára. Pedagógiai Szemle. Vol.37. No.7-8. pp. 799–801.
- Csepeli, Gy., Forgács, P. 1987. Mérei Ferenc: Lélektani napló I.-IV. Janus. 1987. Vol.2. No.2. pp. 51–59.
- Csepeli, Gy. 1987. A vicc keserű bája. Beszélgetés Bacsó Péterrel. Filmvilág. Vol.31. No.6. pp. 8–11.
- Csepeli, Gy. 1987. Negatív identitás Magyarországon. Társadalomkutatás. Vol.6. No.4. pp. 27–38.

#### 1988
- Csepeli, Gy. 1988. Modern Barrabások: az antidiszkrimináció és a többség. In Halmai, G. (szerk.) A hátrányos megkülönböztetés tilalmától a pozitív diszkriminációig. A jog lehetőségei és korlátai. Budapest: AduPrint-INDOK. pp. 109–112.
- Csepeli, Gy. 1988. Politische Psychologie in Ungarn. Perspektiven des Demokratischen Sozialismus. Vol.5. No.3. pp. 192–201.
- Csepeli, Gy. 1988. Az etnocentrizmus a nemzeti ideológiában. Világosság. Vol.29. No.8-9. pp. 541.
- Csepeli, Gy., Dann, H.D., Elder, R., Larsen, K.S., Long, C.J., Giles, H., Ommundsen, R., 1988. Attitudes Toward Nuclear Disarmament: International Comparisons of University Students and Activists. Journal of Peace Research. Vol.25. No.3. pp. 265–271.
- Csepeli, Gy., Tóth, P.P. 1988. A jelképek szerepe a nemzeti tudat működésében. Jel-Kép. Vol.9. No.1. pp. 5–13.
- Csepeli, Gy., Neményi, M. 1988. Énsegítés és szociálpolitika. Esély. Vol.1. No.1. pp. 88–92.
- Csepeli, Gy. 1988. Negatív identitás Magyarországon. Társadalomkutatás. Vol.6. No.4. pp. 27–38.

#### 1989
- Csepeli, Gy. 1989. Egymásra mutogatva. In Hutai, K. (szerk.) Háttér a családvédelemhez. Budapest: Háttér. pp. 7–10.
- Csepeli, Gy. 1989. Az egyén és a társadalom felelőssége. In Szollár, L. (szerk.) Bíztató : "...Őrizd meg jól az életed"... Budapest: Akadémiai. pp. 184–194.
- Csepeli Gy. 1989. Political Socialization in Hungary. In Claussen, B., Mueller, H. (Eds.) Political Socialization of Youth in East and West. Frankfurt am Main: Peter Lang
- Csepeli, Gy. 1989. Structures and contents of Hungarian national identity : results of political socialization and cultivation. Frankfurt M., Bern: Lang
- Csepeli Gy. 1989. New alternatives of community building in Hungary. Health Promotion. Vol.4. No.3. pp. 247–254.
- Csepeli, Gy. 1989. Kolosi Tamás: Tagolt társadalom. Janus. Vol.7. No.2. pp. 76–80.
- Csepeli, Gy. 1989. Európa közepe. Beszélgetés Elek Judittal. Filmvilág. Vol.32. No.3. pp. 24–26.
- Csepeli, Gy. 1989. A nemzeti identitás társadalmi szerkezetei a mai Magyarországon. Janus. Vol.6. No.1. pp. 29–36.
- Csepeli, Gy. 1989. A neveletlen nevelő. Jel-Kép. Vol.10. No.4. pp. 73–83.
- Csepeli, Gy. 1989. Az identitáselmélet aktualitása. Magyar Pszichológiai Szemle. Vol.45. No.5. pp. 511–513.

### 90-es évek

#### 1990
- Csepeli, Gy., Örkény, A. 1990. A csendes forradalom. In Várnai, Gy. (szerk.) Logosz: Tanulmánykötet. Budapest: ELTE Szociológiai és Szociálpolitikai Intézet. pp. 39–46.
- Csepeli, Gy., Örkény, A. 1990. Az alkony: A mai magyar értelmiség ideológiai-politikai optikája a ’80-as évek végén. Budapest: Eötvös Loránd Tudományegyetem
- Csepeli, Gy. 1990. ... és nem is kell hozzá zsidó: Az antiszemitizmus társadalomlélektana. Budapest: Kozmosz
- Csepleli, Gy. 1990. „Nemzeti tudattalan.” Thalassa. Vol.I. No.1. 43-46.
- Csepeli, Gy. 1990. Letter from California. The New Hungarian Quarterly. Vol.31. No.117. pp. 106–108.
- Csepeli, Gy., Örkény, A. 1990. Jogtudat és előítélet Magyarországon. Világosság. Vol.31. No.8-9. pp. 678.
- Csepeli, Gy., Örkény, A. 1990. Politikai-ideológiai inkonzisztenciák és a rendszerváltás. Társadalomkutatás. Vol.8. No.3-4. pp. 25–32.

#### 1991
- Csepeli, Gy., Örkény, A. 1991. Politika-ideológiai nézetek a társadalmi rendszerváltás folyamatában. In Bozóki, A., Lenkei, J. (szerk.) Csendes? Forradalom? Volt? az ELTE Jogszociológiai Tanszék, az ELTE Szociológiai Intézet és a Bibó István Szakkollégium 1991. június 5-6-i konferenciájának előadásai és vitája. Budapest: T-Twins. pp. 162–168.
- Csepeli, Gy. 1991. Társadalmi válság – kommunikációs válság? In Kassai, Gy. (szerk.) A szó hatalma: a Hollandiai Mikes Kelemen Kör 1989-es tanulmányi napjainak előadásanyaga. Pécs: Jelenkor. pp. 68–77.
- Csepeli, Gy. 1991. J. Erdélyi, a fascist poet and his sources of inspirations. In Larsen, S.U., Sandberg, B. (eds.) Fascism and European Literature. Bern, New York: Peter Lang. pp. 257–267.
- Csepeli, Gy. 1991. 1993. 1994. 1996. Bevezetés a szociálpszichológiába: egységes jegyzet. Budapest: Eötvös Loránd Tudományegyetem Szociológiai Intézet és Továbbképző Központ, Tankönyvkiadó Vállalat
- Csepeli, Gy. 1991. Competing patterns of national identity in post-communist Hungary. Media, Culture, Society. Vol.13. No.3. pp. 325–339.
- Csepeli, Gy. 1991. Versenyben az identitásért: a nemzeti azonosság mintái a posztkommunista Magyarországon. Valóság. Vol.34. No.12. pp. 17–25.
- Csepeli, Gy., Örkény, A. 1991. Nemzet, polgár, állam. Európai utas. Vol.2. No.4. pp. 41–46.
- Csepeli, Gy., Závecz, T. 1991. Az erdélyi menekültek személyisége. Régió: kisebbség, politika, társadalom. Vol.2. No.4. pp.
- Csepeli, Gy., Závecz, T. 1991. Pillantás az olvasztótégelybe (értelmiségiek nemzeti identitása és attitűdjei). Társadalomkutatás. Vol.9. No.4. pp. 5–20.
- Csepeli, Gy. 1991. Kritika és recepció. Válasz Balog Ivánnak. Replika. Vol.2. No.1. pp. 73–75.
- Csepeli, Gy. 1991. Tudásunk a nemzettudatról. Társadalmi szemle. Vol.47. No.4. pp. 22–32.
- Csepeli, Gy., Neményi, M., Örkény, A. 1991. Jövőtlen értékeink. Társadalmi Riport. Vol.2. No.1. pp. 334–358.

#### 1992
- Csepeli, Gy., Kéri, L., Stumpf, I. (szerk.) 1992. Állam és polgár: Változás és folyamatosság a politikai szocializációban Magyarországon. Budapest: MTA Politikai Tudományok Intézete
- Csepeli, Gy. 1992. A pszichoterápia társadalomlélektani kontextusa. In Buda, B., Fürdei, J. (szerk.) Múzsák a díványon: Pszichoterápia és kultúra. pp. 39–45.
- Csepeli, Gy., Örkény, A. 1992. Ideology and political beliefs in Hungary: The twilight of state socialism. McLean, B., Parti, J., (transl.) New York: Pinter Publishers
- Csepeli, Gy. 1992. Nemzet által homályosan. Budapest: Századvég
- Csepeli, Gy., Örkény, A. 1992. From Unjust Equality to Just Inequality. The New Hungarian Quarterly. Vol.33. No.126. pp. 71–77.
- Csepeli, Gy., Wessely, A. 1992. A közép-európai szociológia kognitív esélye. Replika. Vol.3. No.1-2. pp. 1–7.
- Csepeli, Gy., Závecz, T. 1992. Conflicting Bonds of Nationality in Hungary; National Identity, Minority Status, and Ethnicity. Innovation in Social Sciences Research. Vol.5. No.2. pp. 77–94.
- Csepeli, Gy., Orkény, A. 1992. Social change, political beliefs, and everyday expectations in Hungarian society. Knowledge & Policy. Vol.5. No.2. pp. 68–77.

#### 1993
- Csepeli, Gy. 1993. Kisebbségek képe a többségi tömegkommunikációban. In Csurdi, S. (szerk.) Kisebbségkép a tömegtájékoztatásban: a Kisebbségkép a tömegkommunikációban címmel 1991. december 13-14-én megrendezett konferencia anyagai. Budapest: Regio. pp. 17–27.
- Csepeli, Gy., Kéri, L., Stumpf, I. (eds.) 1993. State and citizen: studies on political socialization in post-communist Eastern Europe. Budapest: MTA Politikai Tudományok Intézete, Magyar Politikai Képzési Központ
- El’konin, Borisovic, D. 1983. A gyermeki játék pszichológiája. Csepeli, Gy. (ford.) Budapest: Gondolat
- Csepeli, Gy. 1993. A meghatározatlan állat: szociálpszichológia kezdőknek és haladóknak. Budapest: Ego Humán Képességfejlesztő Training School
- Csepeli, Gy., Kolosi, T., Neményi, M., Örkény, A., 1993. Our Futureless Values: The Forms of Justice and Injustice Perception in Hungary in 1991. Social Research. Vol.60. No.4. pp. 865–892.
- Csepeli, Gy., Örkény, A. 1993. A közvélemény az elitről: azok ott fenn, mi itt lenn... HVG. Vol.15. No.720. pp. 76–78.
- Antal, L., Csepeli, Gy., Gerő, A., Mihancsik, Zs. 1993. "Ezt ne!" – Beszélgetés a egy szélsőjobboldali hatalomátvétel esélyeiről. Mozgó Világ. Vol.19. No.1. pp. 37–48.
- Csepeli, Gy., Örkény, A. 1993. Az elitpercepció kognitív és társadalmi meghatározói a mai Magyarországon. Valóság. Vol.36. No.12. pp. 47–58.
- Csepeli, Gy. 1993. A rendező, az operatőr és a gyilkos. A média öl. Filmvilág. Vol.36. No.12. pp. 22.
- Csepeli, Gy. 1993. A poszt-szocializmus gyermekei. Iskolakultúra. Vol.3. No.10. pp. 44–46.

#### 1994
- Csepeli, Gy. Békés, Z. 1994. The Impact of Class, Ethnicity, and Nationality on the Identity of Disadvantaged Young Hungarians. In Faren, R. (ed.) Nationalism, Ethnicity and Identity. New Brunswick:Transactions. pp. 357–369.
- Csepeli, Gy. 1994. Seregszemle. In Gábor, L., Levendel, Á., Stumpf, I. Parlamenti választások 1994. Budapest: Osiris-Századvég. pp. 18–21.
- Csepeli, Gy., German, D., Keri, L., & Stumpf, I. 1994. From subject to citizen: Hungarian studies on political socialization and political education (Vol. 3). Budapest, Hungary: Hungarian Center for Political Education.
- Csepeli, Gy. 1994. A személyiség mint innovációs feltétel. In Csefkó, F., Dürwanger, Gy., Szoboszlai, Zs., Szuromi, P. (szerk.) Juss. Vol.7. pp. 174–179.
- Csepeli, Gy. 1994. A barangoló. Politikatudományi Szemle. Vol.3. No.1. pp. 71.
- Csepeli, Gy. 1994. Forradalom a laboratóriumban. Magyar Tudomány. Vol.39. No.4. pp. 503–506.
- Csepeli, Gy., Dessewffy, T. 1994. A politikai cselekvés erkölcsi horizontja. Világosság. Vol.35. No.8-9. pp. 90.

#### 1995
- Csepeli, Gy., Závecz, T. 1995. Európai és nemzeti kötődések a magyar tizenévesek körében. In Gazsó, F., Stumpf, I. (szerk.) Vesztesek: ifjúság az ezredfordulón. pp. 139–156.
- Csepeli, Gy. Kolosi, T., Neményi M. 1995. Accounting for the rich and the poor: existential justice in comparative perspective. In Kluegel, J.R., Mason, D.S., Wegener, B. (eds.) Social Justice and Political Change. Public Opinion in Capitalist and Post-Communist States. New York: Aldine de Gruyter. pp. 179–209.
- Csepeli, Gy., Örkény, A. 1995. Coexistence of hidden cognitive representations of socialism and capitalism in Hungarian society. In Gasparini, A., Yadov, V. (eds.) Social Actors and Designing Civil Society of Eastern Europe. Greenwich, London: Jai Press Inc. pp. 65–72.
- Csepeli, Gy., Larsen, K.S., Groberg, D.H., Krumov, K., Andrejeva, L., Kashlekeva, N., Russinova, Z., Ommundsen, R. 1995. Ideology and national identity: a national outlook. Journal of Peace Research. Vol.32. No.2. pp. 165–179.
- Csepeli, Gy. 1995. The Social Psychology of a Changeover. The Hungarian Quarterly. Vol.36. No.137. pp. 43–50.
- Csepeli, Gy. 1995. Narratívák fogságában: a népi írók politikai szocializációja Magyarországon. Kritika. Vol.24. No.10. pp. 20–23.
- Csepeli, Gy. 1995. A nemzeti identitás a posztszocializmus kontextusában. Európai Szemle. Vol.6. No.4. pp. 15–25.
- Csepeli, Gy., Békés, Z. 1995. Az osztály, az etnikum és a nemzetiség hatása a társadalmilag és gazdaságilag hátrányos helyzetű fiatal magyarok identitására. Társadalomkutatás. Vol.13. No.1-4. pp. 210–221.
- Csepeli, Gy. 1995. A választások értelme. Jel-Kép. Vol.14. No.1. pp. 91–94.
- Csepeli, Gy. 1995. A félelem szerepe a közép- és kelet-európai nemzeti konfliktusokban. Kritika. Vol.24. No.3. pp. 8–10.
- Csepeli, Gy. 1995. Kultúrák kereszttüzében, avagy a népek közötti kommunikáció esélyei. Jel-Kép. Vol.14. No.3-4. pp. 3–9.
- Csepeli, Gy. 1995. Kultúra és identitás. Fókusz. Vol.6. No.6. pp. 18–21.

#### 1996
- Csepeli, Gy., Dávid, J., Faragó, B., 1996. A jó polgár. Társadalomismereti forráskönyv egyetemi hallgatóknak és középiskolai tanároknak. Mazsu, J., Setényi, J. (szerk.) Hack, P. (lekt.) Debrecen: Csokonai
- Csepeli, Gy., Závecz, T. 1996. Várakozások, remények, félelmek: az Európai Unió képe a magyar közvéleményben (Szonda Ipsos). Magyarország politikai évkönyve. Vol.9. No.1. pp. 650–668.
- Csepeli, Gy. 1996. Gyöngyhalászat. In Bartha, Gy., Gagyi, J. (szerk.) Egymás mellett élés. pp. 9–14.
- Csepeli, Gy. 1996. Deluded Nations: Dynamics of Nationalism in Central and Eastern Europe. Democracy, socialization, and conflicting loyalties in East and West. Basingstoke: Macmillan. pp. 223–241.
- Csepeli, Gy., Kéri, L., Stumpf, I. 1996. Hungarians Conflicting Identifications with the Homeland and Europe. Democracy, socialization, and conflicting loyalties in East and West. Basingstoke: Macmillan. pp. 195–206.
- Csepeli, Gy. 1996. A multikulturalizmus kihívása Közép-Kelet-Európában. In Szabó, K. (szerk.) Közművelődési tanulmányok 1996. Pécs. Janus Pannonius Tudományegyetem. pp. 116–131.
- Csepeli, Gy., Erős, F., Neményi, M., Örkény, A. 1996. Political change – psychological change: conversion strategies in Hungary during the transition from state socialism to democracy. Discussion Papers No. 28. Budapest: Collegium Budapest
- Csepeli, Gy., Kende, T., Pelle, J., Standejszky, É., Erős, F., Görög, V, Szécsi, J. 1996. Vérvádak üzenete. Győri, A. (szerk.) Budapest: Minoritás Alapítvány
- Csepeli, Gy. Fábián Z., Sik, E. Determinants of Denial and Acceptance of Refugees in Hungary. In Phalet, K., Örkény, A, (eds.) Ethnic Minorities and Inter-Ethnic Relations in Context. Aldershot: Ashgate pp. 85–96.
- Csepeli, Gy., Örkény, A. 1996. The Changeing Facets of Hungarian Nationalism. Social Research. Vol.63. No.1. pp. 247–286.
- Csepeli, Gy., Závecz, T. 1996. Mindennapi konzervativizmus Magyarországon. Jel-Kép. Vol.15. No.1. pp. 23–30.
- Csepeli, Gy., Örkény, A. 1996. Jelképek és eszmék az európai nemzeti himnuszokban. Regió. Vol.7. No.2. pp. 3–34.
- Csepeli, Gy. 1996. Kisebbség és képzelet. Kritika. Vol.25. No.5. pp. 14–15.
- Csepeli, Gy. 1996. Lehel kürtje és a nyugati szél. Kritika. Vol.25. No.8. pp. 6–8.
- Csepeli, Gy. 1996. Elképzelések elképzelése. Kritika. Vol.25. No.6. pp. 41.
- Csepeli, Gy., Örkény, A. 1996. Megérkezés, menekülés, kihívás. Vol.25. No.2. pp. 11.
- Csepeli, Gy., Örkény, A., Scheppele, K.L. 1996. Acquired Immune Deficiency Syndrome in Social Science in Eastern Europe. Social Research. Vol.63. No.2. pp. 487–509.
- Csepeli, Gy., Örkény, A. 1996. A magyar nacionalizmus változó arcai. Társadalmi riport. Vol.4. No.1. pp. 272–295.

#### 1997
- Kovács, A., Kemény, I., Csalog, Zs., Géczi, J., Erős, F., Pataki, F., Bíró, J., Kardos, K., Lévai, K., Karády, V., Radó, P., Molnár, É., Kertesi, G., Havas, G., Csongor, A., Szuhay, P., Schütz, A., Sík, E., Garami, E., Tóth, O., Bíró, A.Z., Bíró, G., Bánfalvi, Cs., Szántó, J., Bodáné, P.J., Darvas, É. 1997. In Csepeli, Gy., Örkény, A., Székelyi, M. (szerk.) Kisebbségszociológia : szöveggyűjtemény egyetemi és főiskolai hallgatók számára. Budapest : ELTE Szociológiai Intézet Kisebbségszociológiai Tanszék
- Cooley, S., Csepeli, Gy., Örkény, A. (eds.) 1997. Collected papers of ELTE-UNESCO minority studies program. Budapest: Eötvös Loránd Tudományegyetem.
- Csepeli, Gy. 1997. 1999. 2001. 2002. 2005. 2006. Szociálpszichológia. Budapest: Osiris
- Csepeli, Gy. 1997. 2001. A szociálpszichológia vázlata. Budapest: Jószöveg
- Csepeli, Gy. 1997. National identity in contemporary Hungary. Fenyo, M.D. (transl.) Boulder: Social Science Monographs; Highland Lakes: Atlantic Research and Publications, Inc.; New York: Distributed by Columbia University Press
- Csepeli, Gy. 1997. Hungary and the Victor Powers, 1945-1950. Slavic Review. Vol.56. No.3. pp. 559–560.
- Csepeli, Gy., Neményi, M. 1997. Kultúra és fejlődés. Kritika. Vol.26. No.3. pp. 26–29.
- Csepeli, Gy., Örkény, A. 1997. The imagery of national anthems in Europe. Canadian Review of Nationalism. Vol.24. No.1-2. pp. 33–41.
- Csepeli, Gy. 1997. Molnár Miklós: Civil társadalom és akinek nem kell. Vol.26. No.4. pp. 42–43.

#### 1998
- Csepeli, Gy. 1998. Előítélet és antiszemitizmus. Budapest: Jószöveg
- Karmos, Gy., Czigler, I., Helmich, D., Englander, T., Halász, L., László, J., Bodor, P., Síklaki, I., Lengyel, Zs., Erős, F., Rácz, J., Erdélyi, I., Cspeli, Gy., Várnié, Sz.I., Faragó, K., Kolozsi, B., Lányi, G. 1998. Élettörténet és megismerés: Tanulmányok Pataki Ferenc tiszteletére. László, J., Csepeli, Gy., Kovács, Z. (szerk.) Budapest: Scientia Humana
- Festinger, L., Asch, S., Kelman, H.C., White, R, Lippit, R., Mérei, F., Cartwright, D., Shibutani, T., Sherif, M., Tajfel, H., Sanford, N., Adorno, T.W., Enyedi, Zs., Brown, R., Erős, F., Buda, B., Goffman, E., Erikson, E.H., Turner, J.C., Pataki, F. 1998. Megismerés, előítélet, identitás. Szociálpszichológiai szöveggyűjtemény. Erős, F. (szerk.) Budapest: Új Mandátum – Wesley János Lelkészképző Főiskola
- Mérei, F. 1998. Lélektani napló. Forgács, P. (szerk.), Csepeli, Gy. (utószó) Budapest: Osiris
- Csepeli, Gy. 1998. The school of freedom. In Hufer, K.-P., Wellie, B. (Hrsg.) Sozialwissenschaftliche und bildungstheoretische Reflexionen: fachliche
- und didaktische Perspektiven zur politisch-gesellschaftlichen Aufklarung. Glienicke: Galda Verlag
- Csepeli, Gy., Jancsó, M., Götz, E., Sándor, T., Varga, B., Szabó, M., Portuges, C., Erős, F., Fárby, Z., Forgács, P., Pécsi, K., Gazdag, Gy., Halász, T., Jelenits, I., Stark, A., Heller, Á., Schubert, G., Sándor, P., Halász, T., Gervai, A., 2001. Minarik, Sonnenschein és a többiek : zsidó sorsok magyar filmen. Budapest: Magyar Zsidó Kulturális Egyesület, Szombat Folyóirat
- Csepeli, Gy. 1998. Not know, only felt: representation of national sovereignity in Hungarian society today. In Gombár, Cs., Hankiss, E., Lengyel, L., Virnai, G. (eds.) The Appeal of Soveregnity. Boulder, Colorado: Social Science Monogrpahs. pp. 131–158.
- Csepeli, Gy., Palásti, S., Kemény, I., Ladányi, J., Tóth, B. 1998. Szükség van-e antidiszkriminációs törvényre? Funfamentum: az emberi jogok folyóirata. Vol.2. No.3. pp. 55–69.
- Csepeli, Gy. 1998. A jobboldaliság diszkrét bája. In Borbáth, g., Gulyás, K. (szerk.) A jobboldali radikalizmus tegnap és ma. Budapest: Napvilág. pp. 26–32.
- Csepeli, Gy. 1998. Jelenlét hiány által. Antiszemitizmus Közép- és Kelet-európában. Jel-Kép. Vol.17. No.2. pp. 3–15.
- Csepeli, Gy. 1998. Őrültek a politikában. Kritika. Vol.28. No.1. pp. 11–12.
- Csepeli, Gy. 1998. Szabad-e értéket választani kultúrában? Kultúra és közösség. Vol.2. No.1. pp. 113–120.
- Csepeli, Gy., Csere, G., Örkény, A., Székelyi, M. 1998. Dunának, Oltnak egy a hangja? : román és magyar nemzeti látószögek Erdélyben. Limes : Komárom megyei tudományos szemle. Vol.11. No.4. pp. 93–109.
- Csepeli, Gy., Örkény, A., Scheppele, K.M. 1998. A kelet-európai társadalomtudomány szerzett immunhiányos betegségének tünetei. Közgazdasági Szemle. Vol.45. No.3. pp. 247–260.
- Csepeli, Gy. 1998. Kérdések demagógiája. Kritika. Vol.27. No.5. pp. 2–5.
- Csepeli, Gy., Fábián, Z., Sík, E. 1998. Xenofóbia és a cigányságról alkotott vélemények. Társadalmi Riport. Vol.5. No.1. pp. 458–489.
- Bornemissza, E., Csepeli, Gy. 1998. A válaszálcázás kiküszöbölése. Szociológiai Szemle. Vol.8. No.2. pp. 67.
- Csepeli, Gy., Örkény, A. 1998. Nemzetközi összehasonlító szociológiai vizsgálat a nemzeti identitásról. Szociológiai Szemle. Vol.8. No3. pp. 3.
- Csepeli, Gy. 1998. Közszolgálati és kereskedelmi média. Kritika. Vol.27. No.6.
- Csepeli, Gy., Örkény, A., Sheppele, K.M. 1998. A kelet-európai társadalomtudomány szerzett immunhiányos betegségének tünetei. Replika. No.33-34. pp. 35–48.
- Csepeli, Gy., Örkény, A., Sheppele, K.M. 1998. Válasz bírálóinknak és támogatóinknak. Replika. No.33-34. pp. 67–74.

#### 1999
- Allport, G.W. 1999. Az előítélet. Csepeli, Gy. (ford.) Budapest: Osiris
- Csepeli, Gy. 1999. Vonzalmak és kapcsolatok. Budapest: Jószöveg
- Csepeli, Gy., Örkény, A., Székelyi, M. 1999. A nemzeti-etnikai identitás változatlansága és átalakulása. Kisebbségkutatás. Vol.8. No.4. pp. 499–519.
- Csepeli, Gy. 1999. A magyarok, mint mások. Tiszatáj. Vol.53. No.5. pp. 64–75.
- Csepeli, Gy. 1999. Xenofóbia és politika. HVG. Vol.21. No.1035. pp. 54.
- Csepeli, Gy., Örkény, A., Székelyi, M. 1999. Hogyan lesz egy ember cigány? Kritika. Vol.28. No.3. pp. 30–31.
- Csepeli, Gy. 1999. Konformitás és machiavellizmus. Jel-Kép. Vol.18. No.3. pp. 9–16.
- Csepeli, Gy. 1999. Nemzetek egymás tükrében. Kisebbségkutatás. Vol.8. No.2. pp. 188–199.
- Csepeli, Gy., Örkény, A. 1999. International Comparative Investigation into the National Identity. Szociológiai Szemle. Különszám pp. 95.
- Csepeli, Gy. 1999. A háború, mint rosszul strukturált probléma. Kritika. Vol.28. No.6. pp. 6–7.
- Csepeli, Gy., Örkény, A., Székelyi, M. 1999. Konfliktusok Erdélyben és Dél-Szlovákiában. Szociológiai Szemle. Vol.9. No.4. pp. 100.
- Csepeli, Gy. 1999. Déja vu. Századvég. Vol.4. No.13. pp. 134.
- Csepeli, Gy., Neményi, M. 1999. A tolerancia nevelési esélyei. Educatio. Vol.8. No.2. pp. 259–268.
- Csepeli, Gy. 1999. A felesleges ember a posztszocializmusban. Kritika. Vol.28. No.11. pp. 11–13.
- Csepeli, Gy. 1999. Bandázs és sisak nélkül (Mérei Ferenc: Közösségek rejtett hálózata ; Mérei Ferenc: Lélektani napló). Buksz: Kritikai írások a társadalomtudományok köréből. Vol.11. No.1. pp. 68–70.
- Csepeli, Gy. 1999. Bordás Sándor-Hunčik Péter: FER. Fórum: Társadalomtudományi Szemle. Vol.1. No.2. pp. 165–166.
- Csepeli, Gy. 1999. A kihűltolvasztótégely. Belügyi Szemle. Vol.47. No.1. pp. 21–26.
- Csepeli, Gy. 1999. A határok hatalma és hatalomnélkülisége. Kritika. Vol.28. No.7. pp. 18–20.
- Csepeli, Gy., Örkény, A., Székelyi, M. 1999. Az együttélés reprezentációi Erdélyben. Szociológiai Szemle. Vol.9. No.3. pp. 73.

### 2000-es évek

#### 2000
- Csepeli, Gy. Székelyi, Örkény, A. 2000. Attitudes and Stereotypes of Hungarian Police toward Gypsies. In Phalet, K., Örkény, A, (eds.) Ethnic Minorities and Inter-Ethnic Relations in Context. Aldershot: Ashgate. pp. 217–228.
- Csepeli, Gy. 2000. Élet és játék. In Váczi, M. (szerk.) A játék mint mentalitás a 21. Század küszöbén. Kecskemét: „Szórakaténusz” Európai Játékközpont Alapítvány. pp. 15–22.
- Csepeli, Gy., Örkény, A., Székelyi, M. 2000. Grappling with national identity : how nations see each other in Central Europe. Szalay, É. (transl.) Budapest: Akadémiai
- Csepeli, Gy., Székelyi, M. 2000. A kockázatvállalás genealógiája. In Spéder, Zs., Tóth, P.P. (szerk.) Emberi erőviszonyok: Cseh-Szombathy László tiszteletére. Budapest: Andorka Rudolf Társadalomtudományi Társaság
- Hagendoorn, L., Pepels, J., Cinnirella, M., Crowley, J., Witte, H., Verbeeck, G., Portengen, R., Westin, C., Junco, J.A., Nassehi, A., Peri, P., Jasinska, A., Pechacova, Z., Cerny, V., Malová, D., Mego, P., Csepeli, Gy., Örkény, A., Liiceanu, A., Bekeshkine, I., Djintcharadze, N., Farnen, R. 2000. In Hagendoorn, L., Csepeli, Gy., Dekker, H., Farnen, R., (eds.) European Nations and nationalism : theoretical and historical perspectives. Aldershot: Ashgate
- Csepeli, Gy. 2000. Transition Blues: The Roots of Pessimism. The Hungarian Quarterly. Vol.41. No.158. pp. 64–72.
- Csepeli, Gy. 2000. Conflicting Bonds of Ethnicity and Citizenship in Transylvania, Romania. Canadian Review of Studies in Nationalism. Vol.27. No.1-2. pp. 101–110.
- Csepeli, Gy. 2000. Az újraformált mindennapiság. Kritika. Vol.29. No.4. pp. 7–8.
- Csepeli, Gy., Örkény, A., Székelyi, M. 2000. A sztereotípiák hatalma. Kritika. Vol.19. No.1. pp. 3–22.
- Csepeli, Gy., Örkény, A., Székelyi, M. 2000. A sztereotípiák hatalma. Jel-Kép. Vol.19. No.1. pp. 3–22.
- Csepeli, Gy., Örkény, A., Székelyi, M. 2000. Nemzeti etnocentrizmus Közép-Európában. Társadalmi Riport. Vol.6. No.1. pp. 617–635.
- Csepeli, Gy. 2000. Két világ határán. Kritika. Vol.29. No.2. pp. 16–18.
- Csepeli, Gy., Dessewffy, T. 2000. Elveszett levelek útjai Budapesten 1992-ben és 1996-ban. Pszichológia. Vol.20. No.1. pp. 55–62.
- Csepeli, Gy. 2000. Best of Fidesz. Mozgó Világ. Vol.26. No.5. pp. 17–20.
- Csepeli, Gy. 2000. Zűrzavar a kastélyban. Kritika. Vol.29. No.10. pp. 11–14.
- Csepeli, Gy., Székelyi, M. 2000. The Steadiness and Transformation of national – Ethnic Identity. Minorities Research. No.2.
- Csepeli, Gy. 2000. Teher alatt nő a pálma [Önarckép háttérrel / szerk. Bodor Péter, Pléh Csaba, Lányi Gusztáv]. Magyar Pszichológiai Szemle. Vol.55. No.2-3. pp. 349–354.

#### 2001
- Csepeli, Gy., Örkény, A., Székelyi, M. 2001. Ambíciók iskolája : a család, az iskola és a barátok szerepe a sikeres roma életpályák alakulásában. In Pál, E. (szerk.) Útközben: tanulmányok a társadalomtudományok köréből Somlai Péter 60. születésnapjára. Budapest: Új Mandátum. pp. 61–74.
- Csepeli, Gy. 2001. 2003. A szervezkedő ember: a szervezti élet szociálpszichológiája. Budapest: Osiris
- Csepeli, Gy. 2001. Kinek a képe? Jel-Kép. Vol.20. No.2. pp. 3–7.
- Csepeli, Gy. 2001. Bibó István antiszemitizmus elméletének eredetisége és újdonsága. Jel-Kép. Vol.20. No.4. pp. 3–17.
- Csepeli, Gy. 2001. Amerikából nézve. Mozgó Világ. Vol.27. No.5. pp. 21–25.
- Csepeli, Gy., Mátay, M. 2001. A Magyar betyár életei a médiában. Médiakutató. No.3. pp. 88–101.
- Csepeli, Gy. 2001. Az értelmiség bekerítése. Mozgó világ. Vol.27. No.7. pp. 17–21.
- Csepeli, Gy. 2001. Utószó az előszóhoz. Kritika. Vol.30. No.1. pp. 2–3.
- Csepeli, Gy., Örkény, A., Székelyi, M. 2001. Romakép a mai magyar társadalomban. Szociológiai Szemle. Vol.11. No.3. pp. 19–46.
- Csepeli, Gy. 2001. Hatalom a szervezet rabságában. Kritika. Vol.30. No.1. pp. 19–22.
- Csepeli, Gy. 2001. A tömegek ereje. Mozgó Világ. Vol.27. No.1. pp. 47–52.

#### 2002
- Csepeli, Gy. 2002. A nagyvilágon e kívül....: nemzeti tudat és érzésvilág Magyarországon, 1970-2002. Budapest: Jószöveg
- Csepeli, Gy., Örkény, A. 2002. Gyűlölet és politika. Budapest: Minoritás Alapítvány
- Csepeli, Gy., Örkény, A., Székelyi, M. 2002. Nemzetek egymás tükrében: interetnikus viszonyok a Kárpát-medencében. Budapest: Balassi
- Csepeli, Gy. Csere, G., Plisz, J. 2002. A „legjobb csomag modell”. Piaci döntések szimulációja valóságos viselkedésre vonatkozó adatok alapján. Magyar Távközlés. No..2. pp. 22–25.
- Csepeli, Gy., 2002. Az elmaradt katarzis. Magyarország Politikai Évkönyve. Vol.15. No.1. pp. 358–364.
- Csepeli, Gy. 2002. A Szakértő és a Színész. Mozgó Világ. Vol.28. No.5. pp. 12–13.
- Csepeli, Gy., Benda, K. 2002. e-universitas. Kritika. Vol.31. No.12. pp. 3–5.
- Csepeli, Gy. 2002. Almási Miklós: A szőke nő. Kritika. Vol.31. No.4. pp. 30.
- Csepeli, Gy. 2002. Magyarország legjobb választása: az információs társadalom. In Enyedi, N.M., Polyák, G., Sarkady, I. (szerk.) Médiakönyv 2002. Budapest: Enamiké. pp. 25–32.
- Csepeli, Gy. 2002. Átalakuló nemzeti identitás. Kritika. Vol.31. No.9. pp. 9–11.
- Csepeli, Gy. 2002. Testek feltámadása. Mozgó Világ. Vol.28. No.1. pp. 50–53.
- Csepeli, Gy., Somos, R., Alberti, G., Viszket, A., Medve, A. 2002. Korreferátumok. Janus. Vol.10. No.2. pp. 23–202.

#### 2003
- Csepeli, Gy. 2003. Emberek vetése: a XXI. század pszichológiai kihívásai. Budapest: Jószöveg
- Csepeli, Gy. 2003. Scandal in a Small Town: Understanding Modern Hungary throught the Stories of Three Families by Marida Hollos. Slavic Review. Vol.62. No.1. pp. 161–162.
- Csepeli, Gy., Prazsák, G. 2003. Paradigmaváltás a szociológiában. Kultúra és közösség. Vol.7. No.4. pp. 41–46.
- Csepeli, Gy. 2003. Az én mediatizálása. Kritika. Vol.32. No.2. pp. 12–13.
- Csepeli, Gy. 2003. Az elmaradt katarzis. Kritika. Vol.32. No.3. pp. 6–8.
- Csepeli, Gy., Prazsák, G. 2003. Magyar Mátrix 1. Kritika. Vol.32. No.10. pp. 10–12.
- Csepeli, Gy., Prazsák, G. 2003. Magyar Mátrix 2. Kritika. Vol.32. No.11. pp. 22–24.
- Csepeli, Gy., Prazsák, G. 2003. Magyar Mátrix 3. Kritika. Vol.32. No.12. pp. 18–19.
- Csepeli, Gy., Örkény, A., Székelyi, M. 2003. Ambitious education: the role of family, school and friends in the development of successful Romany life courses. Romani Studies. Vol.13. No.1. pp. 53–73.
- Csepeli, Gy. 2003. Mi történhetett volna 2002-ben és történhetne még 2004-ben Magyarországon, ha meg nem történik ami történt 2002 tavaszán? Mozgó Világ. Vol.29. No.1. pp. 19–21.
- Csepeli, Gy. 2003. Az internet metafizikája. In Enyedi, N.M., Polyák, G., Sarkady, I. (szerk.) Médiakönyv. Budapest: Enamiké. pp. 55–67.
- Csepeli, Gy. 2003. Régi és új. Digitális generáció. Élet és Tudomány. Vol.58. No.45. pp. 1428–1430.

#### 2004
- Csepeli, Gy. Örkény A., Székelyi, M. 2004. Blindness to success. Social-psichological objectives along the way to a market economy in Eastern Europe. In Kornai, J., Rose-Ackerman, S (eds.) Creating Social Trust in Post-Socialist Transition. New York: Palgrave Macmillan. pp. 213–240.
- Csepeli, Gy., Simon, D. 2004. Construction of Roma Identity in Eastern and Central Europe: Perception and Self-identification. Journal of Ethnic & Migration Studies. Vol.30. No.1. pp. 129–150.
- Csepeli, Gy. Prazsák, G. 2004. Paradigm Change in Sociology. Review of Sociology. Vol.10. No.2. pp. 39–46.
- Csepeli, Gy. 2004. Értelmes szervezetek. Társadalomkutatás. Vol.22. No.2-3. pp. 271–278.
- Csepeli, Gy., Örkény, A., Poór, J., Székelyi, M. 2004. National identity in Hungary at the Turn of the Millenium. In Kolosi, T., Tóth, I.Gy., Vukovich, Gy. (eds.) Social Report 2004. Budapest: TÁRKI pp. 456–468.
- Csepeli, Gy., Örkény, A., Székelyi, M., Poór, J. 2004. Nemzeti identitás Magyarországon az ezredfordulón. Társadalmi Riport. Vol.8. No.1. pp. 471–483.
- Csepeli, Gy. 2004. Ingerküszöbök és igényszintek. Mozgó Világ. Vol.30. No.3. pp. 66–71.
- Csepeli, Gy., Örkény, A., Székelyi, M., Barna, I. 2004. Bizalom és gyanakvás. Szociálpszichológiai akadályok a piacgazdasághoz vezető úton Kelet-Európában. Szociológiai Szemle. Vol.14. No.1. pp. 3–35.
- Csepeli, Gy., Prazsák, G. 2004. Kettős korszakváltás. Publicationes Universitatis Miskolcinensis. Sectio Philosophica. Tom. 9. fasc.1. pp. 193–203.
- Csepeli, Gy. 2005. Digitális bolsevizmus és a kreatív kisebbség. Kritika. Vol.34. No.1. pp. 6–7.

#### 2005
- Csepeli, Gy., Mátay, M. 2005. The multiple lives of the Hungarian highwayman. In Srebnik, A.G., Lévy, R. (eds.) Crime and culture: an historical perspective. Aldershot: Ashgate. pp. 183–197.
- Csepeli, Gy. 2005. A meghatározatlan állat: szociálpszichológia kezdőknek és haladóknak. Budapest: Jószöveg
- Csepeli, Gy. 2005. Tér és tudás. Új holnap. Vol.50. No.6. pp. 28–32.
- Csepeli, Gy. 2005. Hitel, sarc, bizalom. Mozgó Világ. Vol.31. No.4. pp. 3–5.
- Csepeli, Gy. 2005. e-Faust. Kritika. Vol.34. No.2. pp. 2–5.

#### 2006
- Csepeli, Gy., Kígyós, É., Popper, P. 2006. Magára hagyott generációk : fiatalok és öregek a XXI. században. Budapest: Saxum
- Csepeli, Gy. 2006. Régi és új szociálpolitika. Információs társadalom. Vol.6. No.2. pp. 15–22.
- Csepeli, Gy. 2006. Permanens kampány. Mozgó Világ. Vol.32. No.1. pp. 89–95.
- Csepeli, gy. 2006. A vihar kapujában. Mozgó Világ. Vol.32. No.10. pp. 33–36.
- Csepeli, Gy. 2006. Régi és új szociálpolitika. Kritika. Vol.35. No.2. pp. 14–16.
- Csepeli, Gy., Prazsák, G. 2006. Liberális közönség. Kritika. Vol.35. No.7-8. pp. 26–30.
- Csepeli, Gy. 2006. A hisztéria éve. Kritika. Vol.35. No.12. pp. 2–5.
- Csepeli, Gy. 2006. A kelet-európai kisállamok új nyomorúsága. Mozgó Világ. Vol.33. No.6. pp. 23–26.

#### 2007
- Csepeli, Gy. 2007. A jövőbe veszett generációk. In Palcsó, M. (szerk.) Mesterkurzus. Budapest: Saxum. pp. 87–105.
- Csepeli, Gy. 2007. Between Two Worlds. The Discrepant Roles of Secret Agents of Past Regimes. In Poppe, E., Verkuyten, M.(eds.) Culture and Conflict. Liber Amicorum for Louk Hagendoorn. Amsterdam: Aksant. pp. 69–75.
- Csepeli, Gy., Örkény, A., Poór, J., Székelyi, M., Várhalmi, Z. 2007. Nemzeti érzés és európai identitás. Budapest: Atlantisz-Balassi
- Csepeli, Gy. 2007. The New Distress of the Central European Small States. Central European Political Science Review. Vol.7. No.26. pp. 42–48.
- Csepeli, Gy. 2007. Imagining Postcommunism: Visual Narratives of Hungary’s 1956 Revolution by Beverly A. James. Slavic Review. Vol.62. No.1. pp. 132–134.
- Csepeli, Gy. 2007. Kreatív társadalom. Kritika. Vol.36. No.12. pp. 2–4.
- Csepeli, Gy. 2007. Egy különleges longitudinális értékkutatás. Pszichológia. Vol.27. No.3. pp. 275–277.
- Csepeli, Gy., Prazsák, G. 2007. A tévedések szomorú játéka. Kritika. Vol.36. No.4. pp. 2–4.
- Csepeli, Gy. 2007. Az orosz rejtély. Kritika. Vol.36. No.9. pp. 25–27.
- Csepeli, Gy., Dessewffy, T., Hammer, F., Kitzinger, D., Magyar, G., Monory, M.A., Rozgonyi, K. 2007. Médiakutató. Vol.8. No.2. pp. 7–23.
- Csepeli, Gy. Örkény, A., Székelyi, M. 2007. Az Európa-projekt. Mozgó Világ. Vol.33. No.3 pp. 27–31.

#### 2008
- Csepeli, Gy. 2008. Wiki Knowledge. Resurgence of the Collective Mind. In Nyiri K. (ed.) Integration and Ubiquity. Towards a Philosophy of Telecommunications Convergence. Vienna: Passagen Verlag. pp. 255–262.
- Csepeli, Gy. 2008. A butaság trónja. Mozgó Világ. Vol.34. no.1. pp. 3–9.
- Csepeli, Gy. 2008. Másik Magyarország. Mozgó Világ. Vol.34. No.7. pp. 33–35.
- Csepeli, Gy. 2008. A politikai mező antropológiai állandói. Kritika. Vol.37. No.9. pp. 5–8.
- Csepeli, Gy. 2008. A kudarc hermeneutikája. Kritika. Vol.37. No.11. pp. 10–12.
- Csepeli, Gy. 2008. A deviancia változatai. Jel-Kép. Vol.29. No.4. pp. 3–8.
- Csepeli, Gy. 2008. A politikai én paradoxonai. Társadalomkutatás. Vol.26. No.1. pp. 3–10.
- Csepeli, Gy. 2008. A legújabb osztály. Információs Társadalom. Vol.8. No.2. pp. 102–105.
- Csepeli, Gy. 2008. Wikitudás. Kritika. Vol.37. No.4. pp. 2–4.
- Csepeli, Gy., Prazsák, G. 2008. eKultúra. Társadalmi Riport. Vol.10. No.1. pp. 451–467.
- Csepeli, Gy. 2008. Az elvarázsolt várkastély. Befogadó információs társadalom. No.1. pp. 2

#### 2009
- Csepeli Gy. 2009. Masquarade in the Blogroom. Effects of Anonimity on Communication in the New Medium. In Nyiri, K. (ed.) Egagement and Exposure. Mobile Communication and the Ethics of Social Networking. Vienna: Passagen Verlag. pp. 111–120.
- Csepeli, Gy. 2009. Nemzeti digitális közmű. Tudományos és műszaki tájékoztatás. Vol.56. No.4. pp. 174–177.
- Csepeli, Gy. 2009. Álarcosbál a blogteremben: a névtelenség hatásai az új médium révén történő kommunikációban. Kritika. Vol.38. No.6. pp. 3–5.
- Csepeli, Gy. 2009. A deviancia változatai. Publicationes Universitatis Miskolcinensis. Sectio Philosophica. Tom. 15. fasc.1. pp. 7–12.
- Csepeli, Gy. 2009. Kísértet járja be Európát (Boros János: A demokrácia antropológiája). Kritika. Vol.38. No.9. pp. 16.
- Csepeli, Gy., Dupcsik, Cs., Farkas, L., Hegedűs, D., Kovács, É., Simonovits, B., Szalai, J. 2009. A romák integrációja. Fundamentum. Vol.13. No.2. pp. 39–68.
- Csepeli, Gy., Prazsák, G., 2009. Új technológiák, kommunikációs rétegződés, társadalmi státus. Információs Társadalom. Vol.9. No.2. pp. 80–91.
- Csepeli, Gy. 2009. Válság és nemzet. Az új magyar nemzetfogalomról. Mozgó Világ. Vol.35. No.7. pp. 31–36.
- Csepeli, Gy.2009. A selejt bosszúja. A mentális rendszerváltás mérlege. Mozgó Világ. Vol.35. No.1. pp. 49–56.

### 2010-es évek

#### 2010
- Csepeli, Gy., Prazsák, G. 2010. Örök visszatérés? Társadalom az információs korban. Budapest: Jószöveg
- Csepeli, Gy. 2010. Veszélyesen élni? In Talyigás, J. (szerk.) Az internet a kockázatok és mellékhatások tekintetében. Budapest: Scolar pp. 25–42.
- Csepeli, Gy. Bíró J. 2010. Szülőgyilkosságok történeti, kulturális, társadalomlélektani elemzése (Parricide in historical, cultural and socio-psychological context) In Vig, D. (szerk.) A globalizáció kihívásai -Kriminálpolitikai válaszok. Budapest: Magyar Kriminológiai Társaság. pp. 125–139.
- Csepeli, Gy., Prazsák, G. 2010. Internet és társadalmi egyenlőtlenség Magyarországon. Tudományos Közlemények. No.23. pp. 7–19.
- Csepeli, Gy. 2010. Társadalmi szolidaritás – összetartó társadalom (Az azonos című kunbábonyi konferencia előadása.) Szín. Vol.15. No.4. pp. 4–9.
- Csepeli, Gy. 2010. A rossz esztétikája. Huszár Tibor 80. születésnapjára. Kritika. Vol.39. No.7-8. pp. 12–14.
- Csepeli, Gy., Prazsák, G. 2010. Internetezők játékai. Jel-Kép. Vol.31. No.1-2. pp. 19–37.
- Csepeli, Gy. 2010. A demokráciát felfalják gyermekei. Mozgó Világ. Vol.36. No.1. 53-59.
- Csepeli, Gy. 2010. Plakátmagány. Kritika. Vol.39. No.4. pp. 20–23.
- Csepeli, Gy. 2010. A mikrohitelezés mint szociálpolitikai innováció – egy kísérleti program eredményei. Esély. Vol.21. No.3. pp. 117–124.
- Csepeli, Gy. 2010. Némedi Ágnes. Társadalomkutatás. Vol.28. No.4. pp. 379.
- Csepeli, Gy. 2010. Fej nélküli lovas. Mozgó Világ. Vol.36. No.10. pp. 13–18.
- Csepeli, Gy., Hunyady, Gy., Tardos, R., Vásárhelyi, M. 2010. Megemlékezések Angelusz Róbertről. Jel-Kép. Vol.31. No.3-4. pp. 3–11.

#### 2011
- Prazsák, G. (szerk.) 2011. Nemzetek Európában. Csepeli, Gy. (előszó) Budapest: ELTE TáTK Interdiszciplináris Társadalomkutatások Doktori Program
- Csepeli, Gy., Murányi, I., Prazsák, G. 2011. Új tekintélyelvűség a mai Magyarországon : társadalmi csoportok hierarchiájának látásviszonyai. Budapest: Apeiron
- Csepeli Gy. Murányi, I. 2011. Experimental Democracy Research. Society and Economy. Vol.33. No.2. pp. 407–412.
- Csepeli, Gy., Örkény, A. 2011. Az üldöztetésről és a menekülésről szóló emlékezet kutatásának etikai kérdései (Bűntudat és gyűlölet, megbocsátás és megértés). Háló. Vol.17. No.7-8. pp. 8–9.
- Csepeli, Gy. 2011. Erdei Ferenc szociológiája. Tér és Társadalom. Vol.25. No.1. pp. 141.
- Csepeli, Gy., Vági, Z. 2011. Adolf Eichmann személytelen személyisége. Mozgó Világ. Vol.37. No.6. pp. 35–46.
- Csepeli, Gy. 2011. A hét főbűn (Beszámoló a HFVSZ bangkoki konferenciájáról). Háló. Vol.17. No.2. pp. 12–13.
- Csepeli, Gy., Murányi, I., Prazsák, G. 2011. Diszkrimináció és intolerancia a mai magyar társadalomban. Kritika. Vol.40. No.9-10. pp. 2–5.
- Csepeli, Gy. 2011. A hét főbűn. Kultúra és közösség. Vol.2. No.4. pp. 7–8.
- Csepeli, Gy., Prazsák, G. 2011. Az el nem múló feudalizmus. Társadalomkutatás. Vol.29. No.1. pp. 63–79.
- Csepeli, Gy. 2011. Carl Schmitt a politikai mezőben. Jog, állam, politika. Vol.3. No.1. pp. 99–108.

#### 2012
- Bíró, J., Csepeli, Gy. 2012. Kis emberhatározó. Budapest: Kossuth
- Csepeli, Gy., Murányi, I. 2012.New Authoritarianism in Hungary at the beginning of the 21st century. Central European Political Science Review. Vol.13. No.50. pp. 65–95.
- Csepeli, Gy. 2012. Szellem és divat. Kritika. Vol.41. No.6. pp. 2–3.
- Csepeli, Gy. 2012. Politika és metafizika. Mozgó Világ. Vol.38. No.2. pp. 15–24.
- Csepeli, Gy. 2012. Egy könyv életei : Újraolvasva Papp Zsolt A válság filozófiájáról a "konszenzus" szociológiájáig című, 1980-ban megjelent művét. Századvég. Vol.17. No.63. pp. 3–10.
- Csepeli, Gy. 2012. Mi, Horthy Miklós. Mozgó Világ. Vol.38. No.8-9. pp. 101–114.
- Csepeli, Gy. 2102. Az új Egész. Liget. Vol.25. No.12. pp. 34–36.
- Csepeli, Gy. 2012. Szalai Sándor száz éve. Magyar Tudomány. Vol.173. No.11. pp. 1368–1369.
- Csepeli, Gy. 2012. A bűn ontológiája: A szülőgyilkosságról. Liget. Vol.25. No.3. pp. 2–4.
- Csepeli, Gy. 2012. Az akarat végessége. Kritika. Vol.41. No.2. pp. 2–4.

#### 2013
- Csepeli, Gy., Prazsák, G. 2013. Örök visszatérés? 2.0 Budapest: Apeiron (Kobo ebook)
- Csepeli, Gy. 2013. A hatalom anatómiája. Budapest: Kossuth
- Csepeli, Gy. 2013. A magyar faj abszurditása – Prolegomena egy hasonló című, tervezett könyvhöz. Mozgó Világ. Vol.39. No.1. pp. 74–82.
- Csepeli, Gy. 2013. A maffiaállam használt ruhája. Mozgó Világ. Vol. 39. No. 9. pp. 3–12. (Ez a tanulmánya megjelent a Magyar polip című kötetben is.)
- Csepeli, Gy. 2013. Bibó István szavai. Világosság. (tavasz-nyár) pp. 255–272.

#### 2014
- Bruckner Éva–Csepeli György–Csepeli Miklós: A tengerszemű hölgy rejtélye. A Zámoryak történetei; Kossuth, Bp., 2014
- Szociálpszichológia mindenkiben; átdolg. kiad.; Kossuth, Bp., 2014
- An Experimental Investigation Into the Nature of External “Roma” Categorization in Hungary (coauthored with I. Murányi, B.Janky) Journal of Social Research & Policy, Volume: 5, Issue: 2, pp. 39–43 ISSN 2067-2640 (print), ISSN 2068-9861 (electronic)
- Facebook Diagnostics: Detection of Mental Health Problems Based on Onbline Traces. European Journal of Mental Health. Individual, Family, Communisty and Society. Vol. 9. No. 2. 220-232. (Co-authored with Richard Nagyfi)
- The Rise of the Mafia State.
- Global Dialogue 4.1 (March 2014). http://isa-global-dialogue.net/volume-4-issue-1/

#### 2015
- ЧЕПЕЛИ Д., ПРАЖАК Г. ПРОЦЕСС И КОНФЛИКТЫ: СЛУЧАЙ ВЕНГРИИ
- ЧЕЛОВЕК. СООБЩЕСТВО. УПРАВЛЕНИЕ. Том: 16 Номер: 4 Год: 2016 Страницы: 77-101: Кубанский государственный университет (Краснодар)
- Old and new authoritarianism. in Murányi I (ed.) Eternal return? The Specter of Radicalism among Young People in Europe and Hungary. Budapest, L’Harmattan. 39-78. (co-authored with G.Prazsák)
- National Remembrance, National Oblivion In Kuligowsky, W., R. Papp. Sterile and Isolated. An Anthropology today in Hungary and Poland. Poznan-Wielichowo: Instityt Etnologii o Antropologii Kulturowej Uniwersytetu ím Adama Mickiwewicza Wydanwnictwp TIPi 101-110.
- Paths to Fatelessness In Holocaust Studii sy Cercetari Vol. VII.Nr.1. (8) 81-96 (co-authored with Gergő Prazsak)
- Big Data: A technological change that will fulfils sociology. Review of Sociology of the Hungarian Sociological Association. 2015: p. n.a. (2015) (co-authored with Tibor Dessewffy)
- Egy élet pályája. Életútinterjú Szabó Dénes kriminológussal; riporter Csepeli György, Méhes Gábor, Marcel Fournier, szerk. Kerezsi Klára; Nemzeti Közszolgálati Egyetem, Bp., 2015
- A szervezkedő ember. A szervezeti élet szociálpszichológiája; átdolg. kiad.; Kossuth, Bp., 2015

#### 2016
- Meg nem gondolt gondolat. A zsidóellenességtől a népirtásig; átdolg., bőv. kiad.; Kossuth, Bp., 2016

#### 2017
- Szegregáció oldatokban és társadalmakban (Segregation in solutions and societies) co-authored with Gy. Kaptay. Magyar Tudonmány, 178. 8. 1132-1143.
- Unfinished Evolution. In Petroccia, S. (ed.) Between global and local. Citizenship and Social Change.. Societa Editrice Escalopio. 5-17
- Coronation in Na’Coxypan. In Gasparini, A. (ed) The First World War. People and Nations. I.U.E.S. Journal. Anno 4. Numero 1. March. 73-84
- A városi levegő kreativvá tesz. Magyar Tudomány 3. 381-382.
- The Making of a Minority: Competing Claims of definitions of being Roma in contemporary Hungarian society. Central European Political Science Review vol. 17. No.65. Fall 2016. 150-179. (co-authored with Antal Örkény)
- Egymásra ítélve. In Bodolay László (szerk.) 2017. Kultúra, migráció, kommunikáció. Budapest: Saldo. 7-14.

#### 2018
- György, Csepeli. 2018. ”A jelen történésze: Hunyady Gyorgy: Jelentorteneti szocialpszichologia."Magyar Pszichológiai Szemle, vol. 73, no. 2, 2018, p. 345+. Gale Academic Onefile, Accessed 1 Dec. 2019. Gale Document Number: GALE|A551963753
- Csepeli Gy- Örkény A. Nemzet és migráció. Budapest: ELTE TáTK–Eötvös Kiadó
- Csepeli Gy. A meghasadt identitás. Mozgó Világ 44. 1: 39-49.
- Csepeli Gy. A hely Semmiben. Mozgó Világ 44. 7-8: 222-225.
- Csepeli Gy. 2018. Ember 2.0 -Ipar 4.0 in Gaál Zoltán (szerk.) Élni és dolgozni a digitális világban. 78-86. Kőszeg: Felsőbbfokő tanulmányok Intézete
- Bíró J.-Csepeli Gy. 2018, Nemek alkonya. Mozgó Világ. 44. 10:11-30.
- Csepeli, György: Central Europe: Imagined or real? Vesztnyik Udmurtszkogo Unyiverszityeta, Szociologija, Politologija, Mezsdunarodnije otnosenyija.Tom 2 No 4 2018. 466-469.
- Csepeli, György: Hungarian Negativity – Some Remarks about the Hungarian's Political Culture. Central European Political Science Review Vol. 19. No 74 Winter 2018. 131-153.
- Csepeli Gy., Közösségek hiánya a mai magyar társadalomban In Karikó Sándor (szerk.) Csalás-Érték-Nevelés Szeged: Szegedi Egyetemi Kiadó, Juhász Gyula Felsőoktatási Kiadó 135-142.
- Csepeli Gy., Hankiss Elemér és a magyar szociológia In Takács M. József (szerk.) 2018. Hankiss Elemér-Emlékkönyv. Budapest: Helikon. 157-168.
- Csepeli Gy., Egy 21. századi tudós a 20. században. 1465 Hankiss Elemér életei. Magyar Tudomá-ny 179.10: 1465-1477. DOI: 1556/2065.179.2018.10.5
- Csepeli, Gy. Attila Pók: Remembering and Forgetting Communism in Hungary. Studies on Collec-tive Memory and Memory Politics in Context. Századunk. 152. 4. 924-926.
- Csepeli György. Simon Sára. A társadalmi média haszna és kára. A ritka betegségekkel való megküzdés offline és online térben. Symbolon XIX. évf. 1(34): 15-24.
- Csepeli Gy. A közelítő szingularitás Szellem és Tudomány. 2018/2-3. 196-201.

#### 2019
- György Csepeli: Reconsidering the "Jewish Question" A Review Essay In Bíró, A-M.. 2019. (Ed.) Populism, Memory and Minority Rights. Leiden, Boston: Brill I. Nij-hoff.137-142.
- Csepeli, György, 2019 Az európai identitás kiépítése. The Making of the European Identity. In Ujváry, Edit (szerk.) Európai, nemzeti, lokális kulturális örökség és identitás. European, national, local cultural heritage. Szeged: Szegedi Egyetemi Kiadó. 9-28,
- Csepeli Gy. 2019.Belzebubbal a Sátán ellen. Mozgó világ. 45. 7-8. 227-229.
- Csepeli Gy.2019.Az írás a falon. Mozgó Világ. 45. 9. 114-116.
- Csepeli Gy. 2019. Elfeledett hősök árnyai, Mozgó Világ. 45. 10. 120-122.
- Csepeli Gy. 2019, Mindenki szem a láncban, Mozgó Világ. 45.11. 104-106.
- Csepeli Gy. 2019. Lelakatolt lelkek. Mozdgó Világ. 45. 21. 105-107.
- Csepeli Gy. 2019. Tudnak-e a gépek szeretni? Mindennapi pszichológia.XI. 6: 11-13.
- Csepeli, Gy, Acting together – means of creative transformation of social conflict. In Kövér, Á.–Franger, G. (Eds) University and Society. Interdependence and Exchange, Edward Elgar. 110-126.
- Csepeli Gy, A filmszem vaksága. Mozgó Világ. 45. 3:117-119.
- Csepeli Gy. A hidegháború mint áruvédjegy. Mozgó Világ. 45. 4: 112-114.
- Csepeli Gy. Tu felix Austria. Mozgó Világ 45. 5: 118-120.
- Csepeli Gy. A véres tartomány Mozgó Világ. 45.6. 112-114.
- Csepeli, György: Reconsidering the "Jewish Question" A Review Essay In Bíró, A-M.. 2019. (Ed.) Populism, Memory and Minority Rights. Leiden, Boston: Brill I. Nij-hoff.137-142.

### 2020-as évek

#### 2020
- Csepeli Gy. Természetes és mesterséges intelligencia. Szellem és Tudomány. 11: 60-64.
- Csepeli Gy. A közelség leküzdhetetlen távolsága. Mozgó Világ. 46: 2.104-106.
- Csepeli György: Nincs feloldozás, Mozgó Világ (megjelenés alatt: Szabó István Zárójelentés című filmjéről)
- Nation and Migration, CEU Press, (2020, Örkény Antallal)
- Ember 2.0. A mesterséges intelligencia gazdasági-társadalmi hatásai. Budapest, Kossuth (2020)

#### 2023
- Csepeli György: Értékek ébresztése, Budapest, Kocsis Kiadó (2023), 232 p. ISBN 9786156372451